# Preksaspes
Preksaspes — najbardziej zaufany doradca króla Persji Kambyzesa. Z polecenia władcy zamordował jego brata Bardiję. Kambyzes z kolei odwdzięczył się za lojalność i zabił strzałą z łuku syna Preksaspesa, gdy ten doniósł królowi, że na dworze krąży plotka że Kambyzes jest szalony. Kambyzes postanowił dowieść, że szaleńcem nie jest i potrafi posłać strzałę z łuku w serce syna Preksaspesa co uczynił, a strzała faktycznie przeszyła serce Preksaspesa. Po śmierci Kambyzesa, gdy na tronie Persji zasiadł Bardija – uzurpator, magowie medyjscy odnaleźli Preksaspesa i zawiedli przed tłumy zniechęcone już rządami uzurpatora, by potwierdził, że jest to prawdziwy Bardija. Preksaspes przemawiając z wieży do tłumów przyznał się, że sam zgładził Bardiję, zatem mają do czynienia z uzurpatorem i rzucił się z wieży ponosząc śmierć. Zdarzenie miało miejsce to w 521 p.n.e.